# Séverine Ferrer

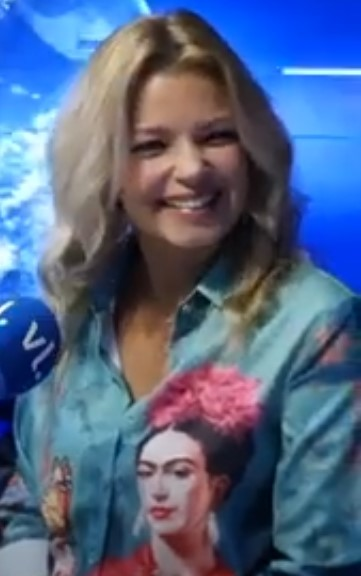
Séverine Ferrer, 2020

Séverine Ferrer (* 31. Oktober 1977 in Montpellier) ist eine französische Sängerin und Schauspielerin, die 2006 am Eurovision Song Contest teilnahm.

## Leben und Wirken
Séverine wuchs auf der zu Frankreich gehörenden Insel Réunion auf. Im Jahre 1991 zog sie mit ihren Eltern nach Paris, wo sie vorhatte, Schauspielerin zu werden. Ihre ersten Erfolge verzeichnete sie mit einigen kleinen Nebenrollen in Serien und als Sängerin. Heute lebt und arbeitet sie in Monaco.
Im Jahr 2006 vertrat sie das Fürstentum Monaco beim Eurovision Song Contest in Athen. Im Halbfinale erreichte sie mit ihrem Lied La coco-dance den 21. Platz mit insgesamt 14 Punkten, somit schied sie aus und konnte nicht im Finale antreten.

## Filmografie (Auswahl)
- 1996: Beaumarchais – Der Unverschämte (Beaumarchais, l’insolent)
- 2003: Nestor Burmas Abenteuer in Paris (Nestor Burma, Fernsehserie, 1 Folge)
- 2004: La Crim’ (Fernsehserie, 1 Folge)